# 2019-es U17-es labdarúgó-Európa-bajnokság
A 2019-es U17-es labdarúgó-Európa-bajnokságot Írországban rendezték 2019 májusában 16 csapat részvételével. A mérkőzések 2×45 percesek voltak. A hollandok voltak a címvédők és a torna győztesei. A tornán már 3 helyett 5 csere lehetőségre volt lehetőség. Öt válogatott kijutott a 2019-es U17-es labdarúgó-világbajnokságra. A négy negyeddöntő győztesén kívül a negyeddöntőben kiesett két legjobb csapat egymás ellen játszott egy mérkőzést a részvétel jogáért.

## Résztvevők
A házigazda Írország mellett a következő 15 válogatott vett részt:
| Nemzet        | Részvételi jog               | Európa-bajnoki részvételek száma | Utolsó részvétel | Előző/legjobb eredmény       |
| ------------- | ---------------------------- | -------------------------------- | ---------------- | ---------------------------- |
| Írország      | Rendező                      | 5                                | 2018             | Negyeddöntő: (2017, 2018)    |
| Olaszország   | Elitkör, 1. csoport győztes  | 9                                | 2018             | Döntő: (2013, 2018)          |
| Ausztria      | Elitkör, 1. csoport második  | 6                                | 2016             | Bronzérem: (2003)            |
| Hollandia     | Elitkör, 2. csoport győztese | 13                               | 2018             | Bajnok: (2011, 2012, 2018)   |
| Csehország    | Elitkör, 2. csoport második  | 6                                | 2015             | Döntő: (2006)                |
| Anglia        | Elitkör, 3. csoport győztese | 14                               | 2018             | Bajnok (2010, 2014)          |
| Izland        | Elitkör, 4. csoport győztese | 3                                | 2012             | Csoportkör: (2007, 2012)     |
| Németország   | Elitkör, 4. csoport második  | 12                               | 2018             | Bajnok: (2009)               |
| Spanyolország | Elitkör, 5. csoport győztese | 13                               | 2018             | Bajnok: (2007, 2008, 2017)   |
| Görögország   | Elitkör, 5. csoport második  | 3                                | 2015             | Csoportkör: (2010, 2015)     |
| Portugália    | Elitkör, 6. csoport győztese | 8                                | 2018             | Bajnok: (2003, 2016)         |
| Oroszország   | Elitkör, 6. csoport második  | 4                                | 2015             | Bajnok: (2006, 2013)         |
| Belgium       | Elitkör, 7. csoport győztese | 7                                | 2018             | Elődöntő: (2007, 2015, 2018) |
| Magyarország  | Elitkör, 7. csoport második  | 5                                | 2017             | Negyeddöntő: (2017)          |
| Franciaország | Elitkör, 8. csoport győztese | 12                               | 2017             | Bajnok: (2004, 2015)         |
| Svédország    | Elitkör, 8. csoport második  | 4                                | 2018             | Elődöntő: (2013)             |

## Helyszínek
| Dublin                            | Dublin           | Dublin           | Dublin               |
| Tallaght Stadion                  | Tolka Park       | UCD Bowl         | Whitehall Stadium    |
| --------------------------------- | ---------------- | ---------------- | -------------------- |
| Férőhely: 8 183                   | Férőhely: 5 000  | Férőhely: 3 000  | Férőhely: 2 500      |
|                                   |                  |                  |                      |
| Dublin Longford Waterford Wicklow |                  |                  |                      |
| Waterford                         | Wicklow          | Wicklow          | Longford             |
| Waterford Regional Sports Centre  | Carlisle Grounds | Carlisle Grounds | City Calling Stadium |
| Férőhely: 5 500                   | Férőhely: 4000   | Férőhely: 4000   | Férőhely: 4 960      |
|                                   |                  |                  |                      |

## Csoportkör
A sorrend meghatározása
A csapatokat a pontok száma alapján rangsorolták (3 pont egy győzelem, 1 pont egy döntetlen, 0 pont egy vereség). Az Európa-bajnokság csoportjaiban ha két vagy több csapat a csoportmérkőzések után azonos pontszámmal állt, a következő pontok alapján kellett megállapítani a sorrendet (a versenyszabályzat 17.01. és 17.02. pontja alapján):
1. több szerzett pont az azonosan álló csapatok között lejátszott mérkőzéseken
2. jobb gólkülönbség az azonosan álló csapatok között lejátszott mérkőzéseken (ha kettőnél több csapat áll azonos pontszámmal)
3. több szerzett gól az azonosan álló csapatok között lejátszott mérkőzéseken (ha kettőnél több csapat áll azonos pontszámmal)
4. Ha a felsorolt első három pont alapján két, vagy több csapat még mindig holtversenyben állt, akkor az első három pontot mindaddig alkalmazni kellett, ameddig nem volt eldönthető a sorrend. Ha a sorrend nem dönthető el, akkor az 5–9. pontok alapján állapították meg a sorrendet
5. jobb gólkülönbség az összes csoportmérkőzésen
6. több szerzett gól az összes csoportmérkőzésen
7. ha két csapat a felsorolt első hat pont alapján holtversenyben állt úgy, hogy az utolsó csoportmérkőzést egymás ellen játszották (azaz az utolsó csoportmérkőzés, amelyet egymás ellen lejátszottak, döntetlen lett, és a pontszámuk, összesített gólkülönbségük, az összes szerzett góljuk száma is azonos) és nincs harmadik csapat, amely velük azonos pontszámmal állt, akkor közöttük büntetőrúgások döntöttek a sorrendről.
8. kevesebb büntetőpont, amely a sárga és piros lapok számán alapul (piros lap = 3 points, sárga lap = 1 point, egy mérkőzésen két sárga lap és kiállítás = 3 points);
9. jobb koefficines a selejtező sorsolásakor;
10. sorsolás

A kezdési időpontok helyi idő szerint értendők.

### A csoport
| Hely. | Csapat       | M | Gy | D | V | G+ | G– | Gk | P | Továbbjutás              |
| ----- | ------------ | - | -- | - | - | -- | -- | -- | - | ------------------------ |
| 1.    | Belgium      | 3 | 1  | 2 | 0 | 5  | 2  | +3 | 5 | Egyenes kieséses szakasz |
| 2.    | Csehország   | 3 | 1  | 2 | 0 | 4  | 2  | +2 | 5 | Egyenes kieséses szakasz |
| 3.    | Írország (H) | 3 | 0  | 3 | 0 | 3  | 3  | 0  | 3 |                          |
| 4.    | Görögország  | 3 | 0  | 1 | 2 | 1  | 6  | −5 | 1 |                          |

| 2019. május 3. 12:00 |

| Csehország    | 1–1               | Belgium      |
| ------------- | ----------------- | ------------ |
| Hautekiet 53' | (0–0) Jegyzőkönyv | Baeten 90+5' |

| Tolka Park, Dublin Játékvezető: Mikola Balakin (ukrán) |

| 2019. május 3. 19:00 |

| Írország    | 1–1               | Görögország       |
| ----------- | ----------------- | ----------------- |
| Everitt 58' | (0–0) Jegyzőkönyv | Arszenídisz 90+6' |

| Tallaght Stadium, Dublin Játékvezető: Jørgen Burchardt (dán) |

| 2019. május 6. 17:00 |

| Belgium                     | 3–0               | Görögország |
| --------------------------- | ----------------- | ----------- |
| Kalulika 21' Baeten 42' 90' | (2–0) Jegyzőkönyv |             |

| City Calling Stadium, Longford Játékvezető: Farrugia Cann Trustin (máltai) |

| 2019. május 6. 19:00 |

| Írország        | 1–1               | Csehország |
| --------------- | ----------------- | ---------- |
| Omobamidele 88' | (0–0) Jegyzőkönyv | Sejk 63'   |

| Waterford Regional Sports Centre, Waterford Játékvezető: Rade Obrenović (szlovén) |

| 2019. május 9. 19:00 |

| Belgium      | 1–1               | Írország     |
| ------------ | ----------------- | ------------ |
| Kalulika 65' | (0–0) Jegyzőkönyv | Sobowale 74' |

| Tallaght Stadium, Dublin Játékvezető: Krzysztof Jakubik (lengyel) |

| 2019. május 9. 19:00 |

| Görögország | 0–2               | Csehország        |
| ----------- | ----------------- | ----------------- |
|             | (0–0) Jegyzőkönyv | Sejk 53' Pech 65' |

| Carlisle Grounds, Bray Játékvezető: Manfredas Lukjančukas (litván) |

### B csoport
| Hely. | Csapat        | M | Gy | D | V | G+ | G– | Gk | P | Továbbjutás              |
| ----- | ------------- | - | -- | - | - | -- | -- | -- | - | ------------------------ |
| 1.    | Franciaország | 3 | 2  | 1 | 0 | 7  | 3  | +4 | 7 | Egyenes kieséses szakasz |
| 2.    | Hollandia     | 3 | 2  | 0 | 1 | 7  | 4  | +3 | 6 | Egyenes kieséses szakasz |
| 3.    | Anglia        | 3 | 1  | 1 | 1 | 6  | 7  | −1 | 4 |                          |
| 4.    | Svédország    | 3 | 0  | 0 | 3 | 3  | 9  | −6 | 0 |                          |

| 2019. május 3. 17:00 |

| Hollandia               | 2–0               | Svédország |
| ----------------------- | ----------------- | ---------- |
| Brobbey 33' Maatsen 34' | (2–0) Jegyzőkönyv |            |

| Waterford Regional Sports Centre, Waterford Játékvezető: Krzysztof Jakubik (lengyel) |

| 2019. május 3. 19:30 |

| Anglia                   | 1–1               | Franciaország |
| ------------------------ | ----------------- | ------------- |
| Greenwood 34' (11-esből) | (1–0) Jegyzőkönyv | Aouchiche 79' |

| City Calling Stadium, Longford Játékvezető: Rade Obrenović (szlovén) |

| 2019. május 6. 15:00 |

| Hollandia                                                     | 5–2               | Anglia                                     |
| ------------------------------------------------------------- | ----------------- | ------------------------------------------ |
| Brobbey 10' 58' (11-esből) Bannis 35' Hansen 45+1' Ünüvar 61' | (3–2) Jegyzőkönyv | Harwood-Bellis 7' Greenwood 34' (11-esből) |

| Tolka Park, Dublin Játékvezető: Manfredas Lukjančukas (litván) |

| 2019. május 6. 17:00 |

| Franciaország                    | 4–2               | Svédország     |
| -------------------------------- | ----------------- | -------------- |
| Aouchiche 22' 39' 45' Rutter 80' | (2–2) Jegyzőkönyv | Elanga 17' 29' |

| Tallaght Stadium, Dublin Játékvezető: Donald Robertson (skót) |

| 2019. május 9. 16:30 |

| Franciaország          | 2–0               | Hollandia |
| ---------------------- | ----------------- | --------- |
| Aouchiche 1' Mbuku 11' | (2–0) Jegyzőkönyv |           |

| UCD Bowl, Dublin Játékvezető: Mikola Balakin (ukrán) |

| 2019. május 9. 16:30 |

| Svédország | 1–3               | Anglia                               |
| ---------- | ----------------- | ------------------------------------ |
| Prica 28'  | (1–1) Jegyzőkönyv | Greenwood 15' Jenks 76' Gelhardt 82' |

| Whitehall Stadium, Dublin Játékvezető: Espen Eskås (norvég) |

### C csoport
| Hely. | Csapat       | M | Gy | D | V | G+ | G– | Gk | P | Továbbjutás              |
| ----- | ------------ | - | -- | - | - | -- | -- | -- | - | ------------------------ |
| 1.    | Magyarország | 3 | 3  | 0 | 0 | 6  | 3  | +3 | 9 | Egyenes kieséses szakasz |
| 2.    | Portugália   | 3 | 2  | 0 | 1 | 6  | 4  | +2 | 6 | Egyenes kieséses szakasz |
| 3.    | Izland       | 3 | 1  | 0 | 2 | 6  | 8  | −2 | 3 |                          |
| 4.    | Oroszország  | 3 | 0  | 0 | 3 | 5  | 8  | −3 | 0 |                          |

| 2019. május 4. 14:00 |

| Izland                                             | 3–2               | Oroszország      |
| -------------------------------------------------- | ----------------- | ---------------- |
| Savinov 18' Gíslason 28' Gudjohnsen 32' (11-esből) | (3–0) Jegyzőkönyv | Goljatov 64' 79' |

| Whitehall Stadium, Dublin Játékvezető: Espen Eskås (norvég) |

| 2019. május 4. 19:00 |

| Magyarország    | 1–0               | Portugália |
| --------------- | ----------------- | ---------- |
| Kosznovszky 80' | (0–0) Jegyzőkönyv |            |

| UCD Bowl, Dublin Játékvezető: Farrugia Cann Trustin (máltai) |

| 2019. május 7. 12:00 |

| Izland         | 1–2               | Magyarország                     |
| -------------- | ----------------- | -------------------------------- |
| Ellertsson 48' | (1–1) Jegyzőkönyv | Molnár 31' Németh 90' (11-esből) |

| Whitehall Stadium, Dublin Játékvezető: Mikola Balakin (ukrán) |

| 2019. május 7. 15:00 |

| Portugália            | 2–1               | Oroszország                |
| --------------------- | ----------------- | -------------------------- |
| Batalha 16' Sousa 50' | (1–0) Jegyzőkönyv | Scsetyinyin 68' (11-esből) |

| UCD Bowl, Dublin Játékvezető: Krzysztof Jakubik (lengyel) |

| 2019. május 10. 17:00 |

| Portugália                                  | 4–2               | Izland                         |
| ------------------------------------------- | ----------------- | ------------------------------ |
| Tavares 32' Silva 46' Bernardo 76' Cruz 84' | (1–1) Jegyzőkönyv | Jóhannesson 37' Ellertsson 71' |

| City Calling Stadium, Longford Játékvezető: Donald Robertson (skót) |

| 2019. május 10. 17:00 |

| Oroszország                 | 2–3               | Magyarország                          |
| --------------------------- | ----------------- | ------------------------------------- |
| Sapovalov 20' Mutalijev 87' | (1–0) Jegyzőkönyv | Németh 33' 90+4' Major 71' (11-esből) |

| Waterford Regional Sports Centre, Waterford Játékvezető: Jørgen Burchardt (dán) |

### D csoport
| Hely. | Csapat        | M | Gy | D | V | G+ | G– | Gk | P | Továbbjutás              |
| ----- | ------------- | - | -- | - | - | -- | -- | -- | - | ------------------------ |
| 1.    | Olaszország   | 3 | 3  | 0 | 0 | 9  | 3  | +6 | 9 | Egyenes kieséses szakasz |
| 2.    | Spanyolország | 3 | 2  | 0 | 1 | 5  | 4  | +1 | 6 | Egyenes kieséses szakasz |
| 3.    | Németország   | 3 | 1  | 0 | 2 | 4  | 5  | −1 | 3 |                          |
| 4.    | Ausztria      | 3 | 0  | 0 | 3 | 2  | 8  | −6 | 0 |                          |

| 2019. május 4. 16:00 |

| Spanyolország              | 3–0               | Ausztria |
| -------------------------- | ----------------- | -------- |
| Santos 33' 40' Navarro 36' | (3–0) Jegyzőkönyv |          |

| Carlisle Grounds, Bray Játékvezető: Manfredas Lukjančukas (litván) |

| 2019. május 4. 18:30 |

| Németország | 1–3               | Olaszország                             |
| ----------- | ----------------- | --------------------------------------- |
| Beier 15'   | (1–1) Jegyzőkönyv | Bonfanti 27' Esposito 81' Giovane 90+4' |

| Tallaght Stadium, Dublin Játékvezető: Donald Robertson (skót) |

| 2019. május 7. 19:00 |

| Spanyolország         | 1–0               | Németország |
| --------------------- | ----------------- | ----------- |
| Moreno 79' (11-esből) | (0–0) Jegyzőkönyv |             |

| Waterford Regional Sports Centre, Waterford Játékvezető: Espen Eskås (norvég) |

| 2019. május 7. 19:00 |

| Olaszország                        | 2–1               | Ausztria  |
| ---------------------------------- | ----------------- | --------- |
| Esposito 34' (11-esből) Panada 79' | (1–0) Jegyzőkönyv | Pross 89' |

| City Calling Stadium, Longford Játékvezető: Jørgen Burchardt (dán) |

| 2019. május 10. 19:00 |

| Olaszország                                                           | 4–1               | Spanyolország |
| --------------------------------------------------------------------- | ----------------- | ------------- |
| Colombo 22' (11-esből) Moretti 49' Pirola 66' Esposito 89' (11-esből) | (1–1) Jegyzőkönyv | Carreno 45'   |

| UCD Bowl, Dublin Játékvezető: Rade Obrenović (szlovén) |

| 2019. május 10. 19:00 |

| Ausztria    | 1–3               | Németország                                   |
| ----------- | ----------------- | --------------------------------------------- |
| Pehlivan 8' | (1–0) Jegyzőkönyv | Obuz 48' Samardzic 54' (11-esből) Adeyemi 67' |

| Carlisle Grounds, Bray Játékvezető: Farrugia Cann Trustin (máltai) |

## Egyenes kieséses szakasz
Az egyenes kieséses szakaszban döntetlen esetén nincs hosszabbítás, hanem a rendes játékidő letelte után rögtön büntetőrúgások következnek.
|  |              |               |               |               |   |               |               |           |  |  |       |       |       |
|  | Negyeddöntők | Negyeddöntők  | Negyeddöntők  |               |   | Elődöntők     | Elődöntők     | Elődöntők |  |  | Döntő | Döntő | Döntő |
|  | Negyeddöntők | Negyeddöntők  | Negyeddöntők  |               |   | Elődöntők     | Elődöntők     | Elődöntők |  |  | Döntő | Döntő | Döntő |
|  | május 12.    |               |               |               |   |               |               |           |  |  |       |       |       |
|  |              |               |               |               |   |               |               |           |  |  |       |       |       |
|  | A1           | Belgium       | 0             |               |   |               |               |           |  |  |       |       |       |
|  | A1           | Belgium       | 0             | május 16.     |   |               |               |           |  |  |       |       |       |
|  | B2           | Hollandia     | 3             |               |   |               |               |           |  |  |       |       |       |
|  | B2           | Hollandia     | 3             |               |   | Hollandia     | Hollandia     | 1         |  |  |       |       |       |
|  | május 13.    |               |               |               |   | Hollandia     | Hollandia     | 1         |  |  |       |       |       |
|  |              |               | Spanyolország | Spanyolország | 0 |               |               |           |  |  |       |       |       |
|  | C1           | Magyarország  | Spanyolország | Spanyolország | 0 | 1 (4)         |               |           |  |  |       |       |       |
|  | C1           | Magyarország  |               |               |   | 1 (4)         | május 19.     |           |  |  |       |       |       |
|  | D2           | Spanyolország | 1 (5)         |               |   |               |               |           |  |  |       |       |       |
|  | D2           | Spanyolország | 1 (5)         |               |   | Hollandia     | Hollandia     | 4         |  |  |       |       |       |
|  | május 12.    |               |               |               |   | Hollandia     | Hollandia     | 4         |  |  |       |       |       |
|  |              |               | Olaszország   | Olaszország   | 2 |               |               |           |  |  |       |       |       |
|  | B1           | Franciaország | Olaszország   | Olaszország   | 2 | 6             |               |           |  |  |       |       |       |
|  | B1           | Franciaország | május 16.     |               |   | 6             |               |           |  |  |       |       |       |
|  | A2           | Csehország    | 1             |               |   |               |               |           |  |  |       |       |       |
|  | A2           | Csehország    | 1             |               |   | Franciaország | Franciaország | 1         |  |  |       |       |       |
|  | május 13.    |               |               |               |   | Franciaország | Franciaország | 1         |  |  |       |       |       |
|  |              |               | Olaszország   | Olaszország   | 2 |               |               |           |  |  |       |       |       |
|  | D1           | Olaszország   | Olaszország   | Olaszország   | 2 | 1             |               |           |  |  |       |       |       |
|  | D1           | Olaszország   |               |               |   |               |               |           |  |  |       |       |       |
|  | C2           | Portugália    | 0             |               |   |               |               |           |  |  |       |       |       |
|  | C2           | Portugália    | 0             |               |   |               |               |           |  |  |       |       |       |
|  |              |               |               |               |   |               |               |           |  |  |       |       |       |

### Negyeddöntők
| 2019. május 12. 19:00 |

| Belgium | 0–3               | Hollandia                              |
| ------- | ----------------- | -------------------------------------- |
|         | (0–2) Jegyzőkönyv | Hansen 27' Salah-Eddine 40' Hoever 74' |

| Carlisle Grounds, Bray Játékvezető: Rade Obrenović (szlovén) |

| 2019. május 12. 13:00 |

| Franciaország                                      | 6–1               | Csehország |
| -------------------------------------------------- | ----------------- | ---------- |
| Millot 30' Aouchiche 36' 45+2' 75' 88' Wa Saka 80' | (3–0) Jegyzőkönyv | Ritter 90' |

| Tallaght Stadium, Dublin Játékvezető: Jørgen Burchardt (dán) |

| 2019. május 13. 19:00 |

| Magyarország                              | 1–1               | Spanyolország                         |
| ----------------------------------------- | ----------------- | ------------------------------------- |
| Ominger 50'                               | (0–1) Jegyzőkönyv | Escobar 11'                           |
| Büntetőpárbaj                             |                   |                                       |
| Komáromi Major Ominger Posztobányi Németh | 4–5               | Valera Navarro Gomez Rico Pico Moreno |

| UCD Bowl, Dublin Játékvezető: Farrugia Cann Trustin (máltai) |

| 2019. május 13. 16:30 |

| Olaszország | 1–0               | Portugália |
| ----------- | ----------------- | ---------- |
| Tongya 26'  | (1–0) Jegyzőkönyv |            |

| Tolka Park, Dublin Játékvezető: Manfredas Lukjančukas (litván) |

#### A negyeddöntők veszteseinek rangsorolása
A negyeddöntők két legjobb vesztesét, az alábbi szempontok szerint rangsorolják. A két csapat az U17-es világbajnokságért egy mérkőzést játszhat:
1. Magasabb helyezés a csoportkörben (pl. a csoportgyőztes a csoportmásodik előtt van);
2. Jobb eredmény a csoportkörben (pl. pontszám, gólkülönbség, szerzett gólok);
3. Jobb eredmény a negyeddöntőben (pl. pontszám, gólkülönbség, szerzett gólok);
4. Alacsonyabb büntetőpontszám a csoportkörben és a negyeddöntőben összesen;
5. Magasabb koefficiens a selejtező sorsolásakor;
6. Sorsolás

| Hely. | Cs | Csapat           | M | Gy | D | V | G+ | G– | Gk | P | Továbbjutás                               |
| ----- | -- | ---------------- | - | -- | - | - | -- | -- | -- | - | ----------------------------------------- |
| 1.    | C1 | Magyarország (T) | 3 | 3  | 0 | 0 | 6  | 3  | +3 | 9 | U17-es labdarúgó-világbajnokság rájátszás |
| 2.    | A1 | Belgium (T)      | 3 | 1  | 2 | 0 | 5  | 2  | +3 | 5 | U17-es labdarúgó-világbajnokság rájátszás |
| 3.    | C2 | Portugália (K)   | 3 | 2  | 0 | 1 | 6  | 4  | +2 | 6 |                                           |
| 4.    | A2 | Csehország (K)   | 3 | 1  | 2 | 0 | 4  | 2  | +2 | 5 |                                           |

### Rájátszás az U17-es labdarúgó-világbajnokságért
A győztes kijut a 2019-es U17-es labdarúgó-világbajnokságra.'
| 2019. május 16. 12:00 |

| Magyarország                          | 1–1               | Belgium                            |
| ------------------------------------- | ----------------- | ---------------------------------- |
| Komáromi 61'                          | (1–1) Jegyzőkönyv | Kalulika 56'                       |
| Büntetőpárbaj                         |                   |                                    |
| Komáromi Szalay Molnár Major Zuigéber | 5–4               | Sardella Nizet de Wolf Baeten Doku |

| Tolka Park, Dublin Játékvezető: Krzysztof Jakubik (lengyel) |

### Elődöntők
| 2019. május 16. 16:30 |

| Hollandia    | 1–0               | Spanyolország |
| ------------ | ----------------- | ------------- |
| Taabouni 89' | (0–0) Jegyzőkönyv |               |

| Tallaght Stadium, Dublin Játékvezető: Donald Robertson (skót) |

| 2019. május 16. 19:00 |

| Franciaország | 1–2               | Olaszország               |
| ------------- | ----------------- | ------------------------- |
| Millot 41'    | (1–1) Jegyzőkönyv | Esposito 45+1' Udogie 81' |

| Tallaght Stadium, Dublin Játékvezető: Mikola Balakin (ukrán) |

### Döntő
| 2019. május 19. 16:30 |

| Hollandia                                    | 4–2               | Olaszország     |
| -------------------------------------------- | ----------------- | --------------- |
| Hansen 20' Bannis 37' Maatsen 45' Ünüvar 70' | (3–0) Jegyzőkönyv | Colombo 56' 89' |

| Tallaght Stadium, Dublin Játékvezető: Espen Eskås (norvég) |

| A 2019-es U17-es labdarúgó-Európa-bajnokság győztese |
| ---------------------------------------------------- |
| HOLLANDIA 4. cím                                     |

## Gólszerzők
9 gólos
- Adil Aouchiche

4 gólos
- Sebastiano Esposito

3 gólos
| - Thibo Baeten - Chris Kalulika | - Sam Greenwood - Németh András | - Brian Brobbey |

2 gólos
| - Vaclav Sejk - Enzo Millot - Mikael Ellertsson | - Sontje Hansen - Ilja Goljatov | - Yéremi Santos - Anthony Elanga |

1 gólos
| - Deniz Pehlivan - Josef Pross - David Pech - Adam Ritter - Joe Gelhardt - Taylor Harwood-Bellis - Teddy Jenks - Nathanael Mbuku - Kelian Nsona Wa Saka - Georginio Rutter - Karim Adeyemi - Maxilimian Beier - Marvin Obuz - Lazar Samardzic - Dimítriosz Arszenídisz - Komáromi György - Kosznovszky Márk - Major Sámuel - Molnár Rajmund | - Ominger Gergő - Matt Everitt - Andrew Omobamidele - Oluwatimilehin Sobowale - Mikael Ellertsson - Jón Gísli Eyland Gislason - Andri Guðjohnsen - Ísak Bergmann Jóhannesson - Nicholas Bonfanti - Lorenzo Colombo - Samuel Giovane - Lorenzo Moretti - Simone Panada - Lorenzo Pirola - Franco Tongya - Iyenoma Udogie - Naoufal Bannis - Ki-Jana Hoever - Ian Maatsen | - Anass Salah-Eddine - Naci Ünüvar - Mohamed Taabouni - Paulo Bernardo - Filipe Cruz - Gonçalo Marques - Fábio Silva - Gerson Sousa - Bruno Tavares - Aszlan Mutalijev - Kirill Scsetyinyin - Jegor Sapovalov - Mario Carreno - Jordi Escobar - Pablo Moreno - Roberto Navarro - Tim Prica |

öngólos
| - Mathias De Wolf (Csehország ellen) | - Andrei Savinov (Izland ellen) |  |

## Kijutottak a 2019-es U17-es labdarúgó-világbajnokságra
A következő válogatottak kijutottak a 2019-es U17-es labdarúgó-világbajnokságra:
| Részvételi jog                                  | Csapat        |
| ----------------------------------------------- | ------------- |
| 1. negyeddöntő győztese                         | Franciaország |
| 2. negyeddöntő győztese                         | Hollandia     |
| 3. negyeddöntő győztese                         | Olaszország   |
| 4. negyeddöntő győztese                         | Spanyolország |
| Rájátszás az U17-es labdarúgó-világbajnokságért | Magyarország  |

## All-star csapat
Az UEFA Technikai Bizottsága által a torna 11 legjobb játékosaiból álló All-star csapat összeállítása.
| Kapus          | Védők                                                          | Középpályások                                                        | Csatárok            |
| -------------- | -------------------------------------------------------------- | -------------------------------------------------------------------- | ------------------- |
| Calvin Raatsie | Ki-Jana Hoever Lorenzo Pirola Melayro Bogarde Timothée Pembélé | Simone Panada Lucien Agoumé Adil Aouchiche Enzo Millot Sontje Hansen | Sebastiano Esposito |